# Ерёмино (Свердловская область)
Ерёмино — село в Гаринском городском округе Свердловской области России. Автомобильное сообщение с селом отсутствует.

## Географическое положение
Ерёмино расположено в 65 километрах к северо-востоку от посёлка Гари, на правом берегу реки Пелым (левого притока реки Тавды). На левом берегу Пелыма напротив села расположена деревня Векшина. Автомобильное сообщение с Ерёмином отсутствует, имеется водное сообщение по рекам Пелым и Тавда. Также имеется аэродром местной авиации.

## Прокопиевская церковь
В 1894 году была построена деревянная, однопрестольная церковь, которая была освящена во имя прав. Прокопия Устюжского. Церковь была закрыта в 1930-е годах, в советское время была снесена. 

## Население
| 2002 | 2010 | 2021 |
| ---- | ---- | ---- |
| 110  | ↘49  | ↘13  |